# 1990 OH
1990 OH är en asteroid i huvudbältet som upptäcktes den 22 juli 1990 av den amerikanska astronomen Eleanor F. Helin vid Palomarobservatoriet.